# Гуталс, Шарль-Огюст-Эрнест
Барон Шарль-Огюст-Эрнест Гуталс (фр. Charles-Auguste-Ernest Goethals; 26 апреля 1782, Мобёж — 9 апреля 1851, Брюссель) — бельгийский военный деятель.

## Биография
Происходил из старинной гентской патрицианской семьи. Сын Шарля-Жозефа-Гийома Гуталса и Аделаиды Спиллё. Родился в Мобёже, где его родители обосновались после свадьбы. Во время Французской революции семья вернулась обратно в Австрийские Нидерланды.
15 сентября 1797 поступил на службу кадетом в отряд стрелков Лелу, с которым проделал кампании 1797 и 1799 годов. В 1799 году, в ходе Итальянской кампании, участвовал во всех боях, которые вел отряд, от выступления из Тироля до Сен-Готарда. В одном из дел был ранен в плечо, но вскоре вернулся в строй. В первых числах октября 1799 бригада, в состав которой входил его отряд, была атакована французами и принуждена отступить в долину Домо д'Оссала, где рота, в которой служил Гуталс, была окружена и сдалась в плен. Самому Гуталсу с девятью товарищами удалось вырваться из окружения и через два дня догнать австрийский арьергард.
1 января 1800 был произведен в младшие лейтенанты валлонского полка Вюртемберга. Присоединился к полку в Йозепштадтене в Богемии. В 1801 году был заключен мир, и полк стал гарнизоном в Кракове, где оставался до начала 1804 года, после чего Гуталс покинул австрийскую службу и вернулся в Бельгию.
Поступив на французскую службу, 2 июня 1804 был назначен лейтенантом в 112-й пехотный полк, формировавшийся тогда в Брюсселе, а затем направленный в Шербур. Согласно Annuaire statistique et historique belge, участвовал в сражениях при Ульме, Аустерлице и Йене. 3 августа 1807 произведен в капитаны. Отличился в ходе кампании 1809 года в Италии и Швейцарии. Участвовал в битвах при Беллинцоне и Волано. В мае 1809 его полк, шедший в Тренто в Тироле, был вынужден отступить перед частями генерала Хастебера. 1-й батальон, державший арьергард, подвергся столь яростной атаке, что потребовал помощи; 2-й батальон получил приказ идти к нему на выручку, и Гуталс во главе своей гренадерской роты прорвал линию противника, заставил его отступить и взял много пленных (по словам генерала Гийома, он лично взял в плен двенадцать человек). В этом деле он был ранен пулей в правую лодыжку, а 17 июня пожалован в кавалеры ордена Почетного легиона. После заключения мира испросил отпуск и отправился в Брюссель лечить свое ранение. Через несколько месяцев воссоединился с полком во Флоренции.
2 марта 1811 назначен шефом батальона Иллирийского полка, формировавшегося в Гориции, затем переведенного в Турин. Перезимовав в этом городе, полк в январе 1812 присоединился к Великой армии. Гуталс участвовал в кампании 1812 года, его полк входил в корпус маршала Нея. При отступлении из Москвы к Смоленску батальон Гутласа эскортировал различные артиллерийские части. По возвращении из этой миссии Гуталс, возвращавшийся к своему полку в кампании одного только своего аджюдан-майора, был 16 октября взят в плен партизанским отрядом Дениса Давыдова на берегу Вязьмы. Сам партизан описывает этот случай следующим образом:

За два часа перед рассветом, все отделения были в движении; первый отряд остановился в лесу за несколько сажень от мостика, лежащего на речке Вязьме. Два казака влезли на высокое дерево, откуда они могли наблюдать за неприятелем. Не прошло часу, как казаки слабым свистом подали знак. Они открыли одного офицера, идущего пешком по дороге с ружьем и собакою. Десять человек, сев на коней и бросившись на дорогу, окружили его и привели к отряду. Это был 4-го иллирийского полка полковник Гётальс, большой охотник стрелять и пороть дичь, и опередивший расстроенный баталион свой, который шел формироваться в Смоленск. С ним была легавая собака, а в сумке — убитый тетерев. Отчаяние сего полковника более обращало нас к смеху, нежели к сожалению. После расспроса его обо всём, что нужно было, он отошел в сторону и ходил, задумчивый, большими шагами; но каждый раз когда попадалась ему на глаза легавая собака его, улегшаяся на казачьей бурке, — каждый раз он брал позицию Тальмы в «Эдипе» и восклицал громким голосом: «Malheureuse passion!» (Пагубная страсть!); каждый раз, когда бросал взгляд на ружье свое, — увы! — уже в руках казаков, или на тетерева, повешенного на пику, как будто вывеской его приключения, — он повторял то же и снова зачинал ходить размеренными шагами.— Давыдов Д. В. Дневник партизанских действий 1812 года // Давыдов Д. В. Стихотворения. Проза. Дурова Н. Д.  Записки  кавалерист-девицы. — М., 1987. — С. 212
Отпущенный из плена 12 августа 1814, Гуталс вернулся на родину, отделившуюся от Франции после падения Первой империи и ставшую частью Нидерландского королевства. 10 сентября 1814 был назначен подполковником и командиром 36-го стрелкового батальона. Участвовал в кампании 1815 года; в битве при Ватерлоо его батальон входил в состав дивизии генерала Шассе. За отличие в этом сражении был награжден военным орденом Вильгельма 3-го класса. 8 октября 1815 произведен в полковники и назначен командиром 8-го пехотного полка. 18 августа 1820 получил командование 3-м полком. 26 декабря 1826 был произведен в генерал-майоры и назначен командующим в провинции Антверпен. 16 августа 1829 стал командующим в Западной Фландрии и получил командование 2-й бригадой 3-й дивизии. Оставался на этих должностях до начала Бельгийской революции.
В 1830 году отказался поддержать первые революционные выступления. Вынужденный после восстания в Брюсселе отступить с частью бригады в Остенде, был покинут почти всеми солдатами. Население угрожало голландским офицерам, и тем пришлось эвакуироваться на заранее подготовленном пароходе, чтобы избежать резни. После этого Гуталс подчинился Временному правительству, 6 октября был произведен в генерал-лейтенанты, а через два дня назначен главой Военного комитета. На этом посту пробыл всего два дня, после чего за ним осталось только поручение организовать бельгийскую пехоту.
28 декабря 1830 стал командующим 4-й пехотной дивизией. С 19 августа 1831 командовал 2-й пехотной дивизией, с 19 октября 1831 — 1-й армейской дивизией. 5 апреля 1832 назначен генеральным инспектором пехоты, 6 октября 1832 стал командующим 3-й армейской дивизией, 18 июня 1839 назначен командующим 2-й территориальной дивизии. Кавалер (15.12.1833), офицер (14.10.1837), командор (1843) и великий офицер (1847) ордена Леопольда.
31 мая 1845 жалованной грамотой Леопольда I возведен в баронское достоинство.
Вышел в отставку 9 июля 1847.

## Семья
Жена (9.01.1811): Огюстина-Жозефина-Колетта Хусманс (1784—1871), дочь Огюстена Хусманса, сеньора Мербуа, отставного полковника, и Мари-Франсуазы д'Арфай
Дети:
- Огюст (17.01.1812—30.12.1888), генерал-лейтенант, военный министр. Жена (8.06.1836): Матильда Энглер (1814—1894), дочь Жака Энглера, сенатора, и Жюли Стуттберг
- Жюль (4.12.1815—)
- Мари-Эстель (6.03.1824—)